# سردسته (فیلم ۱۹۹۶)
سردسته (به انگلیسی: Kingpin) فیلمی محصول سال ۱۹۹۶ و به کارگردانی برادران فارلی است. در این فیلم بازیگرانی همچون وودی هارلسون، رندی کواید، ونسا آنجل، بیل مری، کریس الیوت، ویلیام جردن، ریچارد تایسون، لین شی، زن گسنر و ویلی گارسون ایفای نقش کرده‌اند.